# Superman/Batman: Enemigos Públicos
Superman/Batman: Public Enemies (en español Superman/Batman: Enemigos Públicos) es una película animada de 2009 adaptada del cómic "Public Enemies" que se centra en Superman y Batman, que se han unido para evitar que un meteorito destruya la Tierra y además para acabar con los malvados planes de Lex Luthor, quien ha sido elegido Presidente de los Estados Unidos. La película es la sexta en la línea del "DC Universe Animated Movies" original lanzada por "Warner Premiere" y "Warner Bros. Animation".

## Argumento
El presidente de LexCorp, Lex Luthor (Clancy Brown), es elegido como presidente de los Estados Unidos durante una severa crisis económica que atraviesa el país. Bajo su liderazgo, la economía comienza a crecer y contrata a los superhéroes como aliados del gobierno, entre ellos el Capitán Atom (Xander Berkeley), Starfire (Jennifer Hale), Power Girl (Allison Mack), Mayor Fuerza (Ricardo Chavira) y Katana, mientras que Superman (Tim Daly) y Batman (Kevin Conroy) no se les unen ya que desconfían de Luthor y sus planes como nuevo presidente. El gobierno de Estados Unidos descubre que un gran meteorito de kryptonita se acerca peligrosamente hacia la Tierra, pero en vez de pedirle ayuda a los superhéroes, Luthor decide destruirlo con misiles nucleares para llevarse todo el crédito. Bajo este concepto, Luthor organiza un encuentro secreto con Superman en Ciudad Gótica bajo el pretexto de formar un pacto. Pero en realidad es una trampa plantada por Luthor, que finaliza en un combate con Metallo (John C. McGinley), quien había sido contratado por Luthor, pero al final Superman y Batman logran derrotarlo. Después de escapar de los héroes, Metallo es asesinado por un sujeto desconocido. Más tarde, mediante las noticias, Luthor inculpa a Superman del asesinato de Metallo, utilizando imágenes de su batalla para implicarlo. Luthor insiste en que la radiación emitida por el meteorito afecta el juicio de Superman, y pone una recompensa de un billón de dólares por la cabeza del Hombre de Acero.
Más tarde, los héroes se infiltran en Laboratorios S.T.A.R. en busca de información sobre el meteorito, pero Batman y Superman terminan encontrando los restos de Metallo y se dan cuenta de que una intensa y poderosa radiación fue lo que mató al villano. Cuando son descubiertos en el lugar, los héroes tratan de escapar, pero son atacados por un ejército de villanos que buscan cobrar la recompensa. El ejército incluye a: Silver Banshee, Icicle, el Sr. Frío, Manta Negra, Araña Negra, Brimstone, Catman, Cheetah, Copperhead, Deadshot, Kestrel, el Rey Tiburón, Brutale, Despero, Girder, Parásito, el Capitán Boomerang, Shrike, el Capitán Frío (Michael Gough), Killer Frost (Jennifer Hale), el Gorila Grodd (Brian George), Bane (Bruce Timm), Giganta (Andrea Romano), Lady Shiva (Rachel McFarlane), Mongul (Bruce Timm), Nightshade (Rachel McFarlane) y Solomon Grundy (Corey Burton). Después de un poco de esfuerzo, la mayoría de los villanos son derrotados.
El resto de villanos son derrotados por el Capitán Atom, quien llega con el equipo de superhéroes de Luthor para detener a Superman. Todos ellos le son leales a Luthor, excepto Power Girl, cuya lealtad está dividida. Después de una batalla con los superhéroes de Luthor, Superman crea un huracán con su supervelocidad, y se escapa con Batman y Power Girl. En Metrópolis, Power Girl admite que se siente amenazada por Luthor y que no cree que Superman haya matado a Metallo. Los superhéroes de Luthor los encuentran de nuevo y la lucha se reinicia, esta vez con Power Girl del lado de Superman y Batman. El Caballero de la Noche se da cuenta de que la fuerza radiactiva que mató a Metallo provenía de Mayor Fuerza, bajo las órdenes de Luthor. Batman lo provoca para que confiese y al final este termina admitiendo el asesinato de Metallo frente a todo el mundo. Llena de ira, Power Girl le da un puñetazo en el estómago a Mayor Fuerza, con tanta fuerza que se rompe su traje de contención. El Capitán Atom, avergonzado por su complicidad inconsciente en las fechorías de Luthor, absorbe la energía nuclear del superhéroe herido, desintegrando a Mayor Fuerza e hiriéndose a sí mismo en el proceso.
Mientras tanto, Luthor lanza los misiles, que no logran detener al meteorito, debido a la enorme cantidad de radiación que emite. Cuando Luthor comienza a tener delirios de grandeza, Amanda Waller (CCH Pounder) lo persigue y descubre que él ha estado en secreto tomando esteroides a base de kryptonita, haciéndole perder la racionalidad. En ese momento, Luthor decide dejar que el meteorito impacte contra la Tierra para poder gobernar a los sobrevivientes. Batman y Superman entran en el laboratorio de Luthor para recuperar datos sobre la radiación del meteorito, pero terminan enfrentándose al Capitán Marvel (Corey Burton) y al Hombre Halcón (Michael Gough), pero terminan victoriosos gracias a la ayuda de Power Girl. Batman y Superman llegan al escondite de Luthor y lo increpan a detener la catástrofe inminente, pero Luthor no está dispuesto a ayudar a los héroes a detener el meteorito, por lo que borra de todos los equipos del laboratorio la información sobre este. Pero no cuenta con que Waller tuviera una copia de estos y se la entregara a los héroes. Batman y Superman luego vuelan hasta Tokio para entregarle los datos del meteorito al Juguetero (Calvin Tran), un joven japonés sumamente inteligente. Waller trata de arrestar a Luthor, pero él se inyecta esteroides de kryptonita y se pone un traje de poder. Después de escapar de Waller y los militares, Luthor persigue a Superman y Batman.
El Juguetero construye una nave espacial, con la intención de utilizarlo como un misil de gran alcance para detener el meteorito. La nave se asemeja a un gigante robótico compuesta por Superman y Batman. Con los datos que le suministraron, el Juguetero es capaz de calcular los refuerzos necesarios que necesitaba para su propio cohete, para no cometer el mismo error que los misiles de Luthor. Luthor irrumpe en el lugar y luego de combatir contra Superman y Batman, desactiva los sistemas de orientación a distancia. Evitando que esto ponga en peligro la misión, Batman decide volar la nave por sí mismo, pese a las protestas de Superman. Una vez que Batman enciende la nave, dispuesto a sacrificarse, Superman estalla en ira y destruye el traje de Luthor en una gran batalla aérea que culmina en las calles de Metrópolis. Batman logra destruir el meteorito y Superman cree que este murió en el proceso, pero al final lo encuentra sano y a salvo en una cápsula de escape que el Juguetero había colocado en la nave. Luthor es arrestado vociferando que él, como presidente, no puede ir a la cárcel. La acusación contra Superman de haber matado a Metallo se cae cuando el Capitán Atom testifica a su favor. Tras ello, Batman regresa a Ciudad Gótica, mientras que en la azotea del Daily Planet, llega la periodista estrella, Lois Lane, quien se abraza felizmente con el Hombre de Acero.

## Datos curiosos
- Esta película marca el debut en las películas de animación de Poderosa, Mayor Fuerza, Lady Shiva, Nightshade, Owen Mercer, Viga, y Alcaudón.
- Mientras que los dos se dirigían a la Baticueva a través de las alcantarillas, Superman menciona a Urraca , que fue el primer villano contra el que unieron Batman y Superman.
- En un momento, Batman le dice a Superman: "Es tu funeral", a la que Superman le responde que él ya había tenido uno refiriéndose a las consecuencias de su primera batalla contra Doomsday .
- Allison Mack, quien interpreta a Poderosa, también hace de Chloe Sullivan en la serie Smallville, basada en la vida de Superman.
- John Stewart (Linterna Verde) era también un miembro del equipo bajo el mando de Luthor en los cómics, pero no aparece en la película.
- Esta película contó con dos actores de la película Piranha 3D. Ricardo Chavira , quien le dio voz al Mayor Fuerza, interpretó el papel de Sam en Piranha 3D, mientras que Allison Mack, quien le dio voz a Poderosa, aparecerá en las próxima Piranha 3D como Kara Jones.
- Ambos personajes han colaborado las mismas veces que se han enfrentado entre sí y está plasmado en la colección de Superman/Batman que DC cómics publicó de manera ininterrumpida entre 2003 y 2011.

## Reparto y doblaje
| Personaje         | Actor original     | Actor de doblaje      |
| ----------------- | ------------------ | --------------------- |
| Superman          | Tim Daly           | Raúl Anaya            |
| Batman            | Kevin Conroy       | Humberto Solórzano    |
| Lex Luthor        | Clancy Brown       | Gerardo Reyero        |
| Amanda Waller     | CCH Pounder        | Laura Torres          |
| Alfred Pennyworth | Alan Oppenheimer   | José Luis Orozco      |
| Poderosa          | Allison Mack       | Circe Luna            |
| Capitán Atom      | Xander Berkeley    | Oscar Bonfiglio       |
| Major Fuerza      | Ricardo Chavira    | José Luis Reza Arenas |
| Nightshade        | Rachael MacFarlane | Laura Ayala           |
| Killer Frost      | Jennifer Hale      | Mayra Arellano        |
| Hombre Halcón     | Michael Gough      | Roberto Mendiola      |
| Capitán Maravilla | Corey Burton       | Salvador Delgado      |
| Juguetero         | Calvin Tran        | Bruno Coronel         |

## Secuela directa
El 28 de septiembre del 2010, un año después del estreno de la película; una secuela llamada Superman/Batman: Apocalypse, fue estrenada en el mercado de vídeo, al igual que su precuela, a pesar de que aunque es una secuela directa que la animación, no es igual a la de Superman/Batman: Public Enemies, por lo cual no puede considerarse como una secuela directa, sin embargo, para algunos fanes, Superman/Batman: Apocalypse si es una secuela directa, ignorando la animación, probablemente.